# Batalion ON „Ostrów”

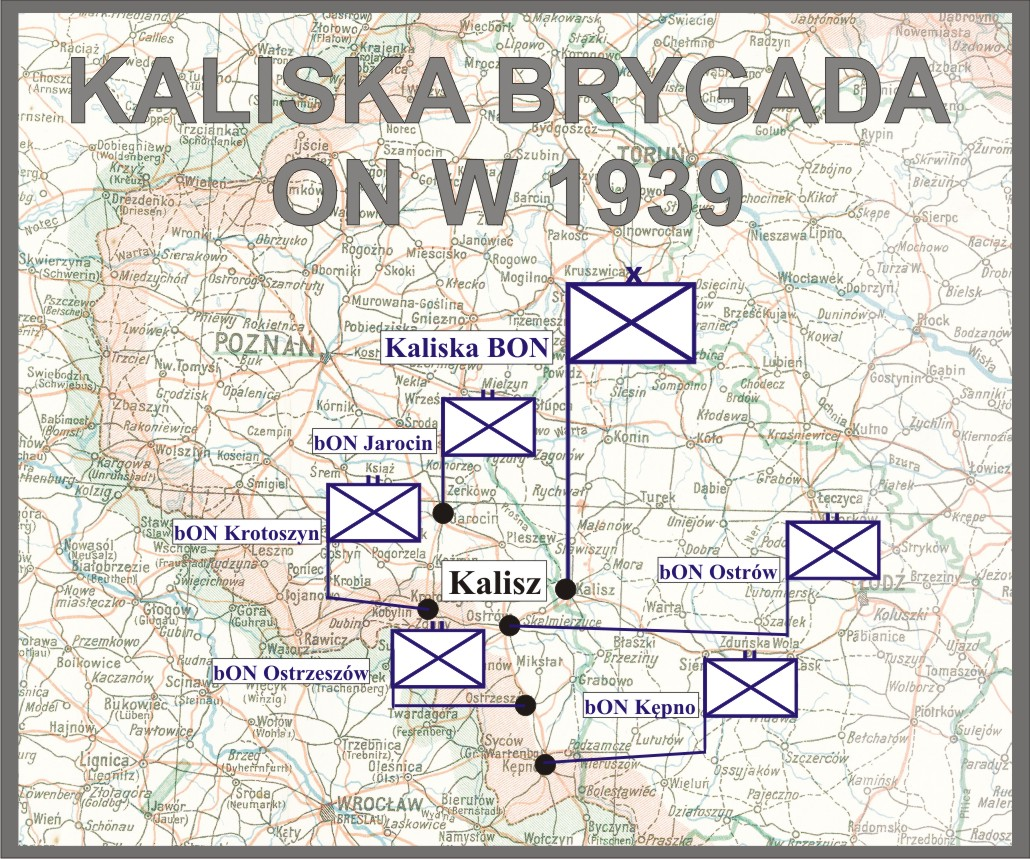
Kaliska ON

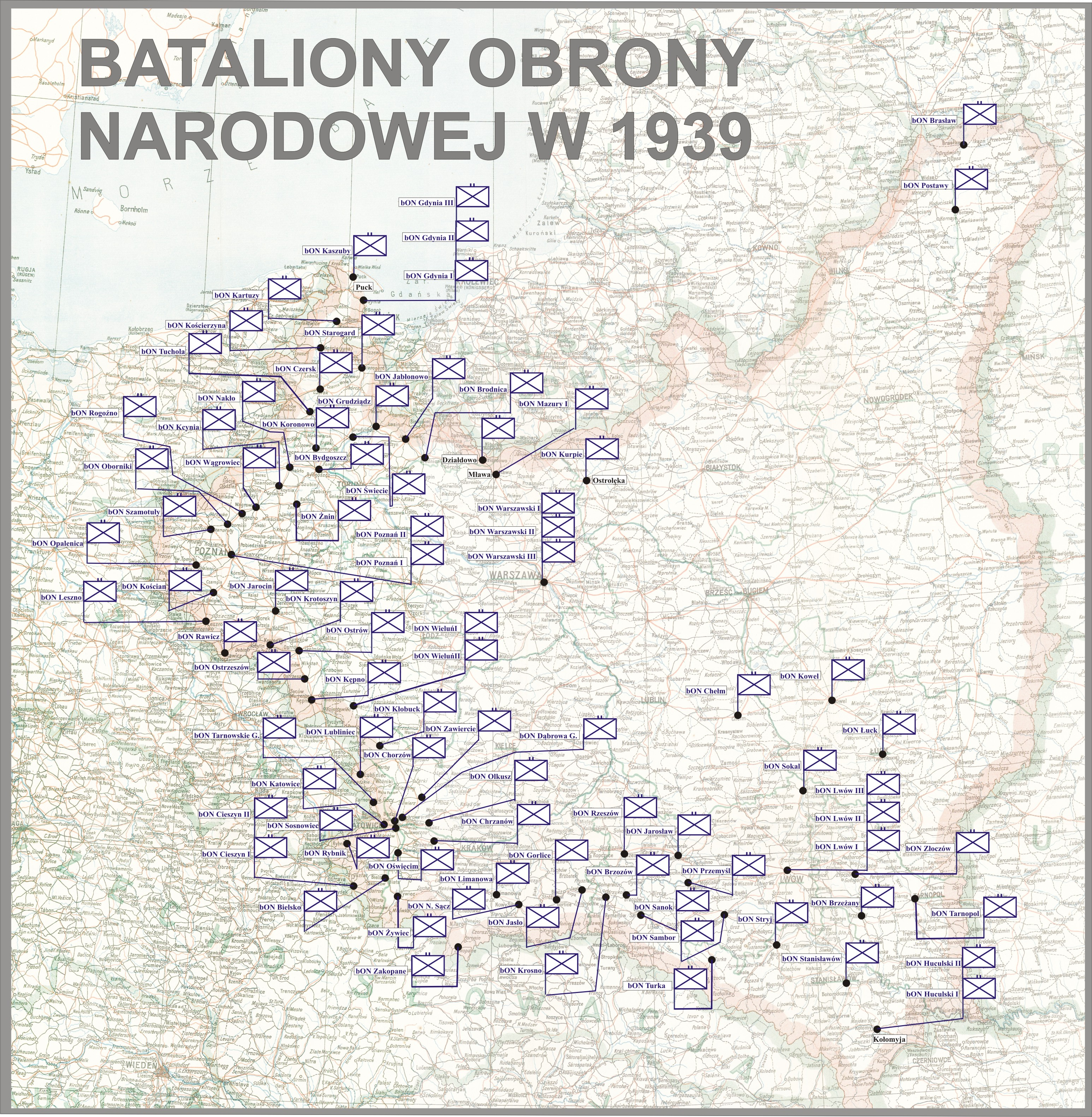
Obrona Narodowa w 1939

Ostrowski Batalion Obrony Narodowej (batalion ON „Ostrów”) – pododdział piechoty Wojska Polskiego II RP.

## Sformowanie i zmiany organizacyjne
Batalion został sformowany w maju 1939 roku, w składzie Kaliskiej Brygady ON, według etatu batalionu ON typ IV. Jednostka została zorganizowana w oparciu o 60 Obwód Przysposobienia Wojskowego. Batalion stacjonował na terenie Okręgu Korpusu Nr VII: dowództwo oraz 1 i 2 kompania w Ostrowie Wielkopolskim, natomiast 3 kompania w Odolanowie.
Jednostką administracyjną i mobilizującą dla Ostrowskiego batalionu ON był 60 pp w Ostrowie Wlkp.
W lipcu 1939 roku dowódca Armii „Poznań”, gen. dyw. Tadeusz Kutrzeba podporządkował dowódcom wielkich jednostek piechoty i kawalerii, pod względem taktycznym, wszystkie brygady i bataliony ON znajdujące się w pasie działania armii. Dowódcy 25 Dywizji Piechoty zostało podporządkowane Dowództwo Kaliskiej Brygady ON z podległymi batalionami: Krotoszyńskim i Ostrowskim.
Latem 1939 funkcję prezesa Powiatowego Komitet Przyjaciół Ostrowskiego Batalionu Obrony Narodowej w Ostrowie Wielkopolskim pełnił prezes Sądu Okręgowego w Ostrowie, kpt. rez. Kazimierz Ansion.

## Ostrowski batalion ON w kampanii wrześniowej

### Przygotowania do wojny
Batalion został „skrzyknięty” w dniu rozpoczęcia mobilizacji alarmowej 24 sierpnia 1939. Po zakończeniu prac organizacyjnych batalion ON „Ostrów” (bez kompanii) z dwoma armatami przeciwpancernymi zajął stanowiska w ramach osłony garnizonu Ostrów Wielkopolski, na pozycji Wierzbno-Łąkociny. Kompania ON „Odolanów” z batalionu ON „Ostrów” zajęła stanowiska obronne w Odolanowie.

### Działania bojowe
Batalion rozpoczął kampanię wrześniową w składzie 25 DP. 
1 września 1939 na pozycje prawego skrzydła dywizji natarcie wykonał niemiecki 183 pp Landwehry w rejonie Krotoszyna. Na odcinku zajmowanym przez batalion ON „Ostrów” i I batalion 60 pp dwa niemieckie bataliony opanowały las Nadleśnictwa Gliśnica, zbliżając się do stanowisk obu batalionów. Trwały jedynie starcia patroli rozpoznawczych. Batalion ON „Ostrów” o godz. 20.00 otrzymał rozkaz zerwania styczności z nieprzyjacielem i wycofania się po linii Daniszyn, Radłów, Pruszków, Pawłówek. Działająca oddzielnie kompania ON „Odolanów” wycofała się szosą Topola Mała, Franklinów, Lewków, Kotowiecko, Skaryszewek.
2 września batalion znajdował się w rejonie miejscowości Pawłówek. Skąd następnie przemieścił się nad Prosnę po południu osiągnął rejon Wola Doroszewska, Żydów, gdzie zluzował pododdziały 29 pułku Strzelców Kaniowskich i wspólnie z Kawalerią Dywizyjną 25 DP organizował obronę Prosny. Nocą 3/4 września batalion podjął marsz przez Godzisze, Chełmce, Tłokinię, Skarszewek, drogą na Turek do rejonu Kotwasic. Po dotarciu 4 września na miejsce batalion wszedł w skład zgrupowania dowódcy 70 pułku piechoty i po południu zajął stanowiska obronne w miejscowości Morawina, której miał bronić. Tego dnia było aktywne lotnictwo niemieckie, które ostrzeliwało i bombardowało oddziały na postoju i maszerujące drogą Kalisz-Turek. Podczas wydawania obiadu został zaskoczony batalion ON „Ostrów” i poniósł największe straty osobowe i w sprzęcie w całej dywizji. Nocą 4/5 września batalion podjął marsz na Przedmoście Koło docierając do kolonii Galew i wsi Bogdałów. Następnie batalion przegrupował się do rejonu Kościelec, Koło, gdzie wszedł w skład improwizowanego pułku ON ppłk. dypl. Kazimierza Sabatowskiego podległemu dowódcy Zgrupowania ON płk. Stanisława Siudy

## Organizacja i obsada personalna
Obsada dowództwa batalionu i pododdziałów:
- dowódca batalionu – mjr adm. (piech.) Antoni Bukała[a]
- adiutant batalionu – por. Józef Cyba
- lekarz batalionu - por. lek. rez. Chmiel
- dowódca plutonu zwiadu – plut. Piotr Kapała
- dowódca 1 kompanii ON „Ostrów I” – por. Bernard Stayer
  - dowódca I plutonu – por. rez. Mieczysław Donaj
  - dowódca II plutonu – por. rez. Julian Goncarewicz
  - dowódca III plutonu – NN
  - dowódca plutonu ckm – NN
- dowódca 2 kompanii ON „Ostrów II” – por. Edmund Wciórki
  - dowódca I plutonu – ppor. rez. Lech Rowiński
  - dowódca II plutonu – ppor. rez. Adolf Zieliński
  - dowódca III plutonu – ppor. rez. Józef Kałużny
  - dowódca plutonu ckm – ppor. rez. Franciszek Zieliński
- dowódca 3 kompanii ON „Odolanów” – kpt. Romuald Jan Maszkiewicz[10]
  - dowódca I plutonu – ppor. rez. Wieczerzak
  - dowódca II plutonu – ppor. rez. Wawrzyniak
  - dowódca III plutonu – ppor. rez. Płóciennik
  - dowódca plutonu ckm – ppor. rez. Edmund Wielicki